# Eugeniusz Kazimirowski

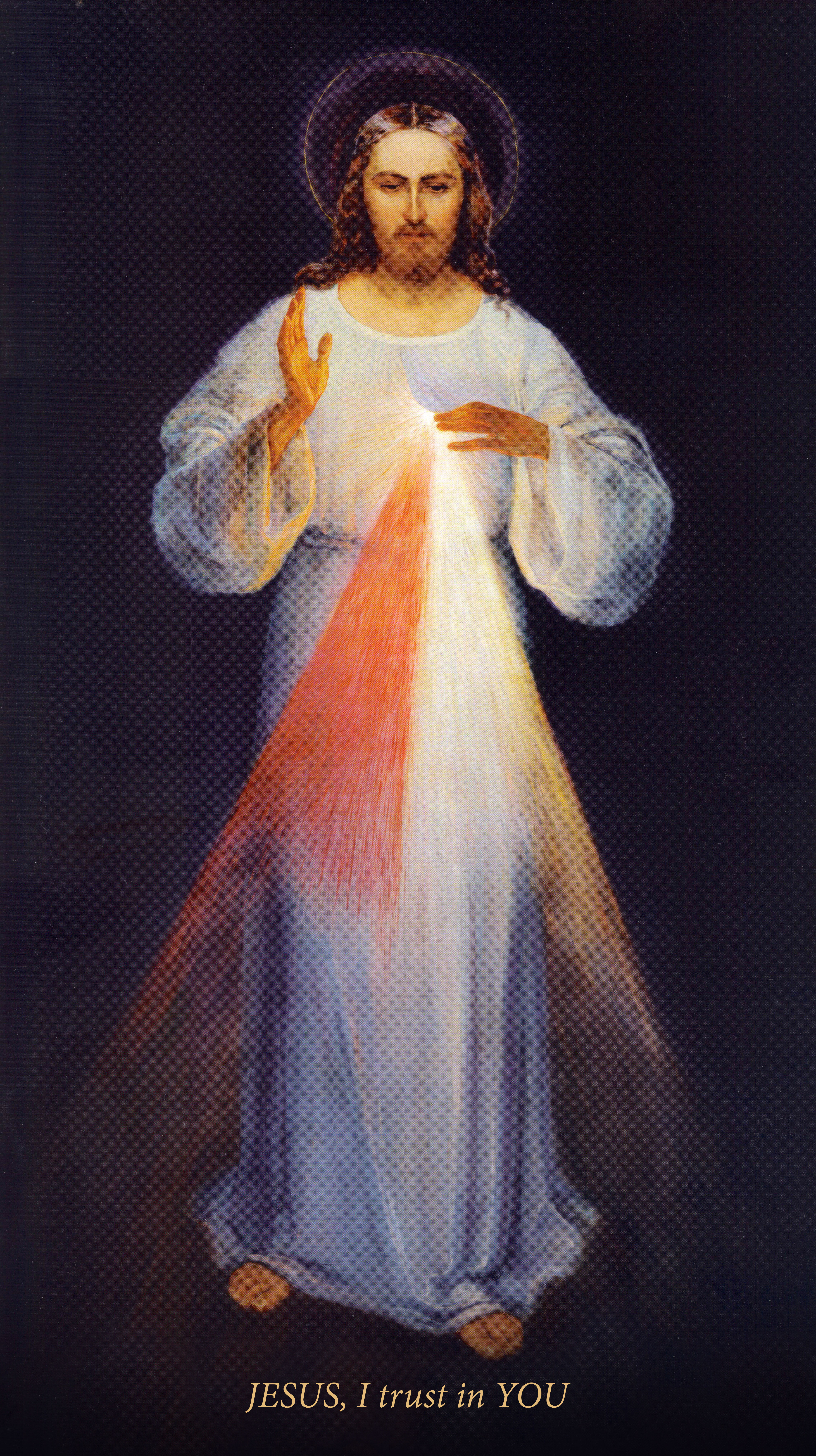
Divine Mercy (1934)

Eugeniusz Marcin Kazimirowski (11 tháng 11 năm 1873 – 23 tháng 9 năm 1939) là một họa sĩ người Ba Lan, thuộc phong trào hiện thực. Ông là họa sĩ nổi tiếng đã vẽ bức tranh Lòng Chúa Thương xót (Divine Mercy) lần đầu tiên vào năm 1934.

## Tiểu sử
Kazimirowski học hội họa tại Học viện Mỹ thuật Kraków từ năm 1892 đến năm 1897. Ông tiếp tục đi du học ở Munich, Paris và Rome. Sau khi Thế chiến thứ nhất kết thúc, ông chuyến đến Vilnius, nơi ông giảng dạy tại Học viện Đào tạo Giáo viên Vilnius và làm công tác thiết kế sân khấu. Ông chủ yếu vẽ tranh phong cảnh và tranh chân dung.
Hình ảnh Lòng Chúa Thương xót (Divine Mercy) của Kazimirowski lần đầu tiên được công chúng biết đến tại các nghi lễ Phục Sinh từ ngày 25 đến ngày 28 tháng 4 năm 1934. Thánh lễ chính thức đầu tiên sử dụng hình ảnh này được linh mục Michael Sopoćko cử hành tại nhà thờ Gate of Dawn ở Vilnius, vào ngày 28 tháng 4 năm 1935. Tòa Vatican chấp thuận thuật ngữ Chúa Nhật Lòng Chúa Thương Xót vào năm 2000.
Năm 1936, Kazimirowski chuyển đến sống tại thành phố Białystok. Ông qua đời ở đây vào năm 1939. Nguyên nhân thực sự dẫn đến cái chết của Kazimirowski vẫn chưa được biết rõ.
Hầu hết các tác phẩm của nghệ sĩ đã bị thất lạc trong Thế chiến thứ hai.